# JPEG
 (енгл. Joint Photographic Experts Group), је компресовани формат фајлова слика с губицима, изведен из битмапе. Најчешће коришћен формат у нормалном раду са сликама. Због скромних меморијских потреба прикладан како за архивирање, тако и за размену путем информационих мрежа или електронске поште. Практично сви програми и фото-опрема подржавају овај формат и сви омогућавају конвертовање (тзв. „извоз“) својих формата у JPG. У ређим случајевима (углавном векторски оријентисаних програма) омогућен је извоз у BMP, формат који сваки фотоедитор може конвертовати у JPG.
Значајно вишеструко смањење меморијских потреба темељи се између осталога на искључивању оних нијанси боја којих нема у BMP изворнику. Тиме се практично не губи на квалитету слике, ако се над њом неће изводити накнадне манипулације. Већ промена светлине или контраста смањује богатство нијанси, јер су можда управо нијансе које би биле оптималне, искључене из палете. Корисник приликом конверзије или спремања слике у неким фотоедиторима може бирати степен компресије, тражећи компромис између очувања квалитета и меморијских потреба.
Недостатак формата чине доста изражене неправилности слике, посебно ивичне неправилности и шум, које се на штету оштрине слике и/или богатства нијанси и финих детаља могу умањити замућивањем или применом разних филтара у фотоедиторима. Не подржава транспарентност.
Ознака иза линка у Википедији означава да је реч о вези ка документу/фотографији која је у формату JPEG-a.